# Llista de topònims dels Plans de Sió
Llista de topònims (noms propis de lloc) del municipi dels Plans de Sió, a la Segarra
Informació actualitzada per un bot. Els canvis manuals es perdran quan s'actualitzi!

## cabana
| imatge | Nom                    | Ubicat a              | instància de | Detalls       | coordenades                                                                  | Protecció | Commons (més fotos) | Dades a WD                    |
| ------ | ---------------------- | --------------------- | ------------ | ------------- | ---------------------------------------------------------------------------- | --------- | ------------------- | ----------------------------- |
|        | cabana de les Torretes | les Pallargues        | cabana       | Estat: ruïnós | 41° 47′ 14″ N, 1° 12′ 51″ E / 41.787268874249°N,1.2141778282445°E 452 msnm   |           |                     | Modifica les dades a Wikidata |
|        | cabana del Mestre      | Montcortès de Segarra | cabana       | Estat: ruïnós | 41° 42′ 44″ N, 1° 14′ 20″ E / 41.7122694329888°N,1.23894798199229°E 467 msnm |           |                     | Modifica les dades a Wikidata |

## cabana de volta
| imatge | Nom                          | Ubicat a         | instància de          | Detalls                                                  | coordenades                                                                                                  | Protecció                                  | Commons (més fotos)          | Dades a WD                    |
| ------ | ---------------------------- | ---------------- | --------------------- | -------------------------------------------------------- | --- | ------------------------------------------ | ---------------------------- | ----------------------------- |
|        | cabana de volta dels Reguers | Mont-roig        | cabana de volta       | Estil: arquitectura popular 19th century                 | 41° 44′ 12″ N, 1° 11′ 40″ E / 41.7366°N,1.1943805555555556°E ca:Carretera Agramunt direcció Cervera 382 msnm | bé integrant del patrimoni cultural català | Cabana de volta dels Reguers | Modifica les dades a Wikidata |
|        | cabanes de Volta I i II      | Concabella       | cabana de volta       | Estil: arquitectura popular 20th century                 | 41° 44′ 16″ N, 1° 12′ 52″ E / 41.737857°N,1.214526°E ca:Partida de les Triagueres 405 msnm                   | bé integrant del patrimoni cultural català | Cabanes de Volta I i II      | Modifica les dades a Wikidata |
|        | pleta de Pelagalls           | els Plans de Sió | cabana de volta cleda | Estil: arquitectura popular Estat: enderrocat o destruït | 41° 44′ 19″ N, 1° 11′ 49″ E / 41.738655°N,1.196994°E                                                         | bé cultural d'interès local                |                              | Modifica les dades a Wikidata |
|        | pletes de Concabella         | Concabella       | cabana de volta cleda | Estil: arquitectura popular 19th century                 | 41° 44′ 34″ N, 1° 13′ 38″ E / 41.74266111111111°N,1.22715°E ca:Al costat de la carretera de Tàrrega 425 msnm | bé cultural d'interès local                | Pletes de Concabella         | Modifica les dades a Wikidata |
|        | pletes de Mont-roig          | Mont-roig        | cabana de volta cleda | Estil: arquitectura popular 19th century                 | 41° 44′ 03″ N, 1° 10′ 30″ E / 41.73418888888889°N,1.1749111111111112°E ca:Camí a la Figuerosa 380 msnm       | bé cultural d'interès local                | Pletes de Mont-roig          | Modifica les dades a Wikidata |
|        | pletes de les Pallargues     | Mont-roig        | cabana de volta cleda | Estil: arquitectura popular 19th century                 | 41° 44′ 17″ N, 1° 11′ 43″ E / 41.73802°N,1.19531°E ca:Carretera Agramunt direcció Cervera 393 msnm           | bé cultural d'interès local                | Pletes de les Pallargues     | Modifica les dades a Wikidata |

## casa
| imatge | Nom                   | Ubicat a              | instància de | Detalls                                                              | coordenades                                                                                              | Protecció                                  | Commons (més fotos)                | Dades a WD                    |
| ------ | --------------------- | --------------------- | ------------ | -------------------------------------------------------------------- | --- | ------------------------------------------ | ---------------------------------- | ----------------------------- |
|        | Cal Bernat            | Hostafrancs           | casa         | Estil: arquitectura gòtica arquitectura popular 15th century         | 41° 44′ 12″ N, 1° 14′ 35″ E / 41.73667°N,1.24293°E ca:C. del Centre, 13 436 msnm                         | bé cultural d'interès local                | Cal Bernat (Hostafrancs)           | Modifica les dades a Wikidata |
|        | Cal Figueres          | Mont-roig             | casa         | Estil: arquitectura popular 18th century                             | 41° 44′ 59″ N, 1° 11′ 06″ E / 41.74977°N,1.1851°E ca:C. Sant Roc, 19 398 msnm                            | bé integrant del patrimoni cultural català | Cal Figueres (Mont-roig)           | Modifica les dades a Wikidata |
|        | Cal Forn              | Sisteró               | casa         | Estil: arquitectura popular 17th century                             | 41° 45′ 15″ N, 1° 12′ 28″ E / 41.75416111111111°N,1.207738888888889°E ca:C. Major, 1 395 msnm            | bé integrant del patrimoni cultural català | Cal Forn                           | Modifica les dades a Wikidata |
|        | Cal Fuster            | les Pallargues        | casa         | Estil: arquitectura popular 19th century                             | 41° 45′ 44″ N, 1° 11′ 51″ E / 41.76218°N,1.19742°E ca:C. de l'Església, 3 411 msnm                       | bé cultural d'interès local                | Cal Fuster (les Pallargues)        | Modifica les dades a Wikidata |
|        | Cal Gavernet          | Concabella            | casa         | Estil: arquitectura eclèctica 19th century                           | 41° 45′ 04″ N, 1° 14′ 04″ E / 41.75105°N,1.2343305555555557°E ca:C. Major, 8 415 msnm                    | bé cultural d'interès local                | Cal Gavernet                       | Modifica les dades a Wikidata |
|        | Cal Gendó             | Sisteró               | casa         | Estil: arquitectura popular 18th century                             | 41° 45′ 14″ N, 1° 12′ 28″ E / 41.75402°N,1.20764°E ca:Travessia del Sió, cantonada c. Major 395 msnm     | bé integrant del patrimoni cultural català | Cal Gendó                          | Modifica les dades a Wikidata |
|        | Cal Gili              | Mont-roig             | casa         | Estil: arquitectura gòtica arquitectura del Renaixement 16th century | 41° 45′ 00″ N, 1° 11′ 05″ E / 41.74995°N,1.18464°E ca:Pl. de l'Església 398 msnm                         | bé cultural d'interès local                | Cal Gili (Mont-roig)               | Modifica les dades a Wikidata |
|        | Cal Gomà              | el Canós              | casa         | Estil: arquitectura popular 17th century                             | 41° 41′ 19″ N, 1° 12′ 18″ E / 41.68866°N,1.205°E ca:C. Major, 8 437 msnm                                 | bé cultural d'interès local                | Cal Gomà (el Canós)                | Modifica les dades a Wikidata |
|        | Cal Martí             | Mont-roig             | casa         | Estil: arquitectura popular 17th century                             | 41° 45′ 01″ N, 1° 11′ 07″ E / 41.750397°N,1.185185°E ca:C. Major 400 msnm                                | bé integrant del patrimoni cultural català | Cal Martí (Mont-roig)              | Modifica les dades a Wikidata |
|        | Cal Masuca            | Muller d'Hostafrancs  | casa         | Estil: arquitectura popular 18th century                             | 41° 42′ 30″ N, 1° 12′ 32″ E / 41.70838055555556°N,1.208811111111111°E ca:Pl. de l'Església 440 msnm      | bé cultural d'interès local                | Cal Masuca                         | Modifica les dades a Wikidata |
|        | Cal Pallàs            | Pelagalls             | casa         | Estil: arquitectura popular 18th century                             | 41° 45′ 06″ N, 1° 12′ 09″ E / 41.75161111111111°N,1.2024388888888888°E ca:C. Pelai 410 msnm              | bé cultural d'interès local                | Cal Pallàs                         | Modifica les dades a Wikidata |
|        | Cal Recasens          | Concabella            | casa         | Estil: arquitectura popular 19th century                             | 41° 45′ 06″ N, 1° 14′ 07″ E / 41.751669444444445°N,1.2352694444444443°E ca:C. Major 415 msnm             | bé cultural d'interès local                | Cal Recasens                       | Modifica les dades a Wikidata |
|        | Cal Regué             | Concabella            | casa         | Estil: arquitectura popular 18th century Anomenat per: Regué         | 41° 45′ 05″ N, 1° 14′ 08″ E / 41.75151944444445°N,1.2355694444444445°E ca:Pl. de l'Església 414 msnm     | bé cultural d'interès local                | Cal Regué                          | Modifica les dades a Wikidata |
|        | Cal Romaní            | Mont-roig             | casa         | Estil: arquitectura popular 19th century                             | 41° 45′ 00″ N, 1° 11′ 02″ E / 41.74999°N,1.18377°E ca:C. Escoles, 54 400 msnm                            | bé cultural d'interès local                | Cal Romaní (Mont-roig)             | Modifica les dades a Wikidata |
|        | Cal Tarragó           | Hostafrancs           | casa         | Estil: gòtic tardà historicisme arquitectònic 16th century           | 41° 44′ 11″ N, 1° 14′ 37″ E / 41.73651°N,1.24358°E ca:C. de la Plaça, 1 431 msnm                         | bé cultural d'interès local                | Cal Tarragó                        | Modifica les dades a Wikidata |
|        | Cal Valls             | Mont-roig             | casa         | Estil: arquitectura popular 17th century                             | 41° 45′ 02″ N, 1° 11′ 06″ E / 41.750447°N,1.185021°E ca:C. Major 397 msnm                                | bé cultural d'interès local                | Cal Valls (Mont-roig)              | Modifica les dades a Wikidata |
|        | Can Joan              | Concabella            | casa         | Estil: arquitectura romànica arquitectura gòtica 12nd century        | 41° 45′ 05″ N, 1° 14′ 07″ E / 41.75133°N,1.23527°E ca:C. Major, 10 415 msnm                              | bé cultural d'interès local                | Can Joan (Concabella)              | Modifica les dades a Wikidata |
|        | Casa Aranyó           | l'Aranyó              | casa         | Estil: arquitectura gòtica arquitectura popular 12nd century         | 41° 42′ 19″ N, 1° 13′ 05″ E / 41.70541111111111°N,1.2179805555555556°E ca:Pl. Manuel de Pedrolo 488 msnm | bé cultural d'interès local                | Casa l'Aranyó                      | Modifica les dades a Wikidata |
|        | Casa Gregori          | Hostafrancs           | casa         | Estil: arquitectura popular 18th century                             | 41° 44′ 12″ N, 1° 14′ 39″ E / 41.73676944444444°N,1.24425°E ca:Pl. de l'Església, 16 431 msnm            | bé cultural d'interès local                | Casa Gregori                       | Modifica les dades a Wikidata |
|        | Casa Montcortès       | Montcortès de Segarra | casa         | Estil: arquitectura popular 18th century                             | 41° 42′ 20″ N, 1° 13′ 50″ E / 41.70565°N,1.2304388888888889°E ca:C. Únic, 3 463 msnm                     | bé cultural d'interès local                | Casa Montcortès (els Plans de Sió) | Modifica les dades a Wikidata |
|        | Casa Pijuan           | el Canós              | casa         | Estil: arquitectura popular 20th century                             | 41° 41′ 17″ N, 1° 12′ 20″ E / 41.68818888888889°N,1.205561111111111°E ca:Camí de Cervera 434 msnm        | bé cultural d'interès local                | Casa Pijuan (el Canós)             | Modifica les dades a Wikidata |
|        | Casa l'Esquilador     | Hostafrancs           | casa         | Estil: arquitectura popular 18th century                             | 41° 44′ 12″ N, 1° 14′ 35″ E / 41.7367°N,1.2430694444444446°E ca:C. del Centre, 16 430 msnm               | bé integrant del patrimoni cultural català | Casa l'Esquilador                  | Modifica les dades a Wikidata |
|        | Castell d'Hostafrancs | Hostafrancs           | casa         | Estil: arquitectura popular 17th century                             | 41° 44′ 13″ N, 1° 14′ 36″ E / 41.73702°N,1.24337°E ca:C. del Centre 432 msnm                             | bé integrant del patrimoni cultural català | Castell d'Hostafrancs              | Modifica les dades a Wikidata |
|        | Rectoria de Pelagalls | els Plans de Sió      | casa         | Estil: arquitectura popular 17th century                             | 41° 45′ 05″ N, 1° 12′ 08″ E / 41.75151944444445°N,1.20235°E ca:C. Pelai 404 msnm                         | bé cultural d'interès local                | Rectoria (Pelagalls)               | Modifica les dades a Wikidata |

## castell
| imatge | Nom                       | Ubicat a              | instància de | Detalls                                                            | coordenades                                                                                                 | Protecció                                            | Commons (més fotos)       | Dades a WD                    |
| ------ | ------------------------- | --------------------- | ------------ | ------------------------------------------------------------------ | --- | ---------------------------------------------------- | ------------------------- | ----------------------------- |
|        | Castell de Concabella     | Concabella            | castell      | Estil: arquitectura romànica gòtic tardà 11st century              | 41° 45′ 06″ N, 1° 14′ 05″ E / 41.7516°N,1.23484167°E ca:Plaça Major, Concabella 415 msnm                    | bé d'interès cultural bé cultural d'interès nacional | Castell de Concabella     | Modifica les dades a Wikidata |
|        | Castell de Ratera         | Ratera                | castell      | Estil: arquitectura gòtica historicisme arquitectònic 14th century | 41° 45′ 02″ N, 1° 13′ 28″ E / 41.750622°N,1.224324°E ca:Carretera L-304 a Agramunt, km 5,1, Ratera 401 msnm | bé d'interès cultural bé cultural d'interès nacional | Castell-molí de Ratera    | Modifica les dades a Wikidata |
|        | Castell de l'Aranyó       | l'Aranyó              | castell      | Estil: arquitectura romànica gòtic tardà 12nd century              | 41° 42′ 20″ N, 1° 13′ 05″ E / 41.7056°N,1.21819°E ca:Plaça Manuel de Pedrolo, l'Aranyó 465 msnm             | bé d'interès cultural bé cultural d'interès nacional | Castell de l'Aranyó       | Modifica les dades a Wikidata |
|        | castell de Montcortès     | Montcortès de Segarra | castell      | Estil: art gòtic arquitectura del Renaixement 15th century         | 41° 42′ 24″ N, 1° 13′ 48″ E / 41.706626°N,1.229944°E ca:Plaça del Castell 470 msnm                          | bé d'interès cultural bé cultural d'interès nacional | Castell de Montcortès     | Modifica les dades a Wikidata |
|        | castell de les Pallargues | les Pallargues        | castell      | Estil: arquitectura romànica arquitectura gòtica 11st century      | 41° 45′ 45″ N, 1° 11′ 51″ E / 41.762528°N,1.197458°E ca:Prat de la Riba, 5 414 msnm                         | bé d'interès cultural bé cultural d'interès nacional | Castell de les Pallargues | Modifica les dades a Wikidata |

## cementiri
| imatge | Nom                                | Ubicat a         | instància de | Detalls | coordenades                                                         | Protecció | Commons (més fotos) | Dades a WD                    |
| ------ | ---------------------------------- | ---------------- | ------------ | ------- | ------------------------------------------------------------------- | --------- | ------------------- | ----------------------------- |
|        | cementiri de Montcortès de Segarra | els Plans de Sió | cementiri    |         | 41° 42′ 35″ N, 1° 14′ 08″ E / 41.7096865380412°N,1.23555685837525°E |           |                     | Modifica les dades a Wikidata |
|        | cementiri de Sisteró i Pelagalls   | els Plans de Sió | cementiri    |         | 41° 44′ 59″ N, 1° 12′ 28″ E / 41.7495971797622°N,1.20778814805392°E |           |                     | Modifica les dades a Wikidata |

## creu de terme
| imatge | Nom                         | Ubicat a              | instància de  | Detalls                                 | coordenades                                                                                               | Protecció                                  | Commons (més fotos)         | Dades a WD                    |
| ------ | --------------------------- | --------------------- | ------------- | --------------------------------------- | --- | ------------------------------------------ | --------------------------- | ----------------------------- |
|        | creu de terme d'Hostafrancs | Hostafrancs           | creu de terme | Estil: gòtic tardà 17th century         | 41° 44′ 12″ N, 1° 14′ 38″ E / 41.736580555555555°N,1.2439111111111112°E ca:Pl. de l'Església, 431 msnm    | bé integrant del patrimoni cultural català | Creu de terme d'Hostafrancs | Modifica les dades a Wikidata |
|        | creu de terme de Montcortès | Montcortès de Segarra | creu de terme | Estil: arquitectura gòtica 15th century | 41° 42′ 19″ N, 1° 13′ 46″ E / 41.70515°N,1.2294194444444444°E ca:Carretera de Cervera a Agramunt 461 msnm | bé integrant del patrimoni cultural català | Creu de terme de Montcortès | Modifica les dades a Wikidata |

## entitat singular de població
| imatge | Nom                   | Ubicat a         | instància de                                   | Detalls | coordenades                                                         | Protecció | Commons (més fotos)            | Dades a WD                    |
| ------ | --------------------- | ---------------- | ---------------------------------------------- | ------- | ------------------------------------------------------------------- | --------- | ------------------------------ | ----------------------------- |
|        | Concabella            | els Plans de Sió | entitat singular de població                   | 97 hab  | 41° 45′ 06″ N, 1° 14′ 04″ E / 41.75178333°N,1.23450278°E 413 msnm   |           | Concabella                     | Modifica les dades a Wikidata |
|        | Hostafrancs           | els Plans de Sió | entitat singular de població                   | 117 hab | 41° 44′ 13″ N, 1° 14′ 37″ E / 41.73681389°N,1.243475°E 428 msnm     |           | Hostafrancs (Els Plans de Sió) | Modifica les dades a Wikidata |
|        | Mont-roig             | els Plans de Sió | entitat singular de població                   | 54 hab  | 41° 45′ 00″ N, 1° 11′ 04″ E / 41.75005556°N,1.184375°E 405 msnm     |           | Mont-roig (Els Plans de Sió)   | Modifica les dades a Wikidata |
|        | Montcortès de Segarra | els Plans de Sió | entitat singular de població                   | 15 hab  | 41° 42′ 22″ N, 1° 13′ 50″ E / 41.706075°N,1.23062778°E 464 msnm     |           | Montcortès de Segarra          | Modifica les dades a Wikidata |
|        | Muller d'Hostafrancs  | els Plans de Sió | entitat singular de població                   | 2 hab   | 41° 42′ 30″ N, 1° 12′ 32″ E / 41.7084°N,1.2088°E 439 msnm           |           | Muller d'Hostafrancs           | Modifica les dades a Wikidata |
|        | Pelagalls             | els Plans de Sió | entitat singular de població                   | 33 hab  | 41° 45′ 07″ N, 1° 12′ 11″ E / 41.75194444°N,1.20305556°E 412 msnm   |           | Pelagalls                      | Modifica les dades a Wikidata |
|        | Ratera                | els Plans de Sió | entitat singular de població                   | 10 hab  | 41° 45′ 10″ N, 1° 13′ 23″ E / 41.752744444444446°N,1.223°E 412 msnm |           | Ratera                         | Modifica les dades a Wikidata |
|        | Sisteró               | els Plans de Sió | entitat singular de població                   | 53 hab  | 41° 45′ 15″ N, 1° 12′ 27″ E / 41.75428056°N,1.20746389°E 393 msnm   |           | Sisteró                        | Modifica les dades a Wikidata |
|        | el Canós              | els Plans de Sió | entitat singular de població                   | 29 hab  | 41° 41′ 18″ N, 1° 12′ 17″ E / 41.6884°N,1.2047°E 437 msnm           |           | El Canós                       | Modifica les dades a Wikidata |
|        | l'Aranyó              | els Plans de Sió | entitat singular de població                   | 8 hab   | 41° 42′ 21″ N, 1° 13′ 07″ E / 41.7057°N,1.2186°E 461 msnm           |           | L'Aranyó                       | Modifica les dades a Wikidata |
|        | les Pallargues        | els Plans de Sió | entitat singular de població capital municipal | 103 hab | 41° 45′ 42″ N, 1° 11′ 51″ E / 41.7618°N,1.19755°E 414 msnm          |           | Les Pallargues                 | Modifica les dades a Wikidata |

## església
| imatge | Nom                             | Ubicat a              | instància de    | Detalls                                                                      | coordenades                                                                                            | Protecció                                            | Commons (més fotos)             | Dades a WD                    |
| ------ | ------------------------------- | --------------------- | --------------- | ---------------------------------------------------------------------------- | --- | ---------------------------------------------------- | ------------------------------- | ----------------------------- |
|        | Ermita de Sant Roc de Mont-roig | Mont-roig             | església ermita | Estil: arquitectura romànica 12nd century Llarg: 7.4m Ample: 3.7m Alt: 3.75m | 41° 45′ 04″ N, 1° 11′ 32″ E / 41.751111°N,1.192222°E ca:Camí a Pelagalls 384 msnm                      | bé integrant del patrimoni cultural català           | Ermita de Sant Roc de Mont-roig | Modifica les dades a Wikidata |
|        | Mare de Déu del Bellvilar       | Sisteró               | església        | Estil: arquitectura romànica arquitectura popular 12nd century               | 41° 45′ 15″ N, 1° 12′ 36″ E / 41.75411944444444°N,1.2100305555555555°E 398 msnm                        | bé cultural d'interès local                          | Mare de Déu del Bellvilar       | Modifica les dades a Wikidata |
|        | Sant Bartomeu d'Hostafrancs     | Hostafrancs           | església        | Estil: arquitectura barroca arquitectura popular 18th century                | 41° 44′ 12″ N, 1° 14′ 37″ E / 41.736780555555555°N,1.243738888888889°E ca:Pl. de l'Església 431 msnm   | bé cultural d'interès local                          | Sant Bartomeu d'Hostafrancs     | Modifica les dades a Wikidata |
|        | Sant Esteve de Pelagalls        | Pelagalls             | església        | Estil: arquitectura romànica 12nd century                                    | 41° 45′ 07″ N, 1° 12′ 12″ E / 41.7519°N,1.20331°E ca:Pl. de l'Església 415 msnm                        | bé d'interès cultural bé cultural d'interès nacional | Sant Esteve de Pelagalls        | Modifica les dades a Wikidata |
|        | Sant Jaume del Canós            | el Canós              | església        | Estil: arquitectura barroca arquitectura popular 17th century                | 41° 41′ 19″ N, 1° 12′ 22″ E / 41.68856111111111°N,1.2059888888888888°E ca:Pl. de l'Església 439 msnm   | bé cultural d'interès local                          | Sant Jaume del Canós            | Modifica les dades a Wikidata |
|        | Sant Llorenç de Ratera          | Ratera                | església ermita | Estil: arquitectura popular 18th century                                     | 41° 45′ 09″ N, 1° 13′ 23″ E / 41.7524°N,1.22304°E ca:Davant el portal d'accés al nucli 406 msnm        | bé cultural d'interès local                          | Sant Llorenç de Ratera          | Modifica les dades a Wikidata |
|        | Sant Pere de Muller             | Muller d'Hostafrancs  | església        | Estil: arquitectura romànica arquitectura barroca 12nd century               | 41° 42′ 30″ N, 1° 12′ 32″ E / 41.70823055555555°N,1.2088194444444444°E ca:Pl. de l'Església 439 msnm   | bé cultural d'interès local                          | Sant Pere de Muller             | Modifica les dades a Wikidata |
|        | Sant Salvador de Concabella     | Concabella            | església        | Estil: arquitectura romànica 13rd century                                    | 41° 45′ 06″ N, 1° 14′ 08″ E / 41.7518°N,1.23555°E ca:Pl. de l'Església 416 msnm                        | bé cultural d'interès local                          | Sant Salvador de Concabella     | Modifica les dades a Wikidata |
|        | Sant Salvador de les Pallargues | les Pallargues        | església        | Estil: arquitectura neoclàssica 19th century                                 | 41° 45′ 43″ N, 1° 11′ 51″ E / 41.76206944444444°N,1.197561111111111°E ca:C. de l'Església 411 msnm     | bé cultural d'interès local                          | Sant Salvador de les Pallargues | Modifica les dades a Wikidata |
|        | Sant Vicenç de Concabella       | Concabella            | església        | Estil: arquitectura barroca 17th century                                     | 41° 45′ 03″ N, 1° 13′ 39″ E / 41.75071111111111°N,1.227611111111111°E ca:carretera a Tàrrega 409 msnm  | bé cultural d'interès local                          | Sant Vicenç de Concabella       | Modifica les dades a Wikidata |
|        | Santa Anna de Montcortès        | Montcortès de Segarra | església        | Estil: arquitectura popular 15th century                                     | 41° 42′ 23″ N, 1° 13′ 49″ E / 41.706361111111114°N,1.23035°E ca:Pl. del Castell 467 msnm               | bé cultural d'interès local                          | Santa Anna de Montcortès        | Modifica les dades a Wikidata |
|        | Santa Magdalena de Sió          | les Pallargues        | església ermita | Estil: arquitectura popular 19th century                                     | 41° 45′ 40″ N, 1° 11′ 35″ E / 41.760980555555555°N,1.1929611111111111°E ca:Camí a Ossó de Sió 387 msnm | bé integrant del patrimoni cultural català           | Santa Magdalena de Sió          | Modifica les dades a Wikidata |
|        | Santa Maria de Mont-roig        | Mont-roig             | església        | Estil: arquitectura barroca 18th century                                     | 41° 44′ 59″ N, 1° 11′ 04″ E / 41.74966111111111°N,1.1845194444444445°E ca:Pl. de l'Església 397 msnm   | bé cultural d'interès local                          | Santa Maria de Mont-roig        | Modifica les dades a Wikidata |
|        | l'Assumpció de l'Aranyó         | l'Aranyó              | església        | Estil: arquitectura romànica arquitectura barroca 12nd century               | 41° 42′ 20″ N, 1° 13′ 07″ E / 41.70558888888889°N,1.2187305555555557°E ca:Pl. de l'Església 455 msnm   | bé cultural d'interès local                          | L'Assumpció de l'Aranyó         | Modifica les dades a Wikidata |

## font
| imatge | Nom                      | Ubicat a    | instància de   | Detalls                                  | coordenades                                                                                 | Protecció                                  | Commons (més fotos)      | Dades a WD                    |
| ------ | ------------------------ | ----------- | -------------- | ---------------------------------------- | ------------------------------------------------------------------------------------------- | ------------------------------------------ | ------------------------ | ----------------------------- |
|        | Abeuradors de Concabella | Concabella  | font abeurador | Estil: arquitectura popular 19th century | 41° 45′ 05″ N, 1° 14′ 06″ E / 41.75133888888889°N,1.2351388888888888°E ca:C. Major 415 msnm | bé integrant del patrimoni cultural català | Abeuradors de Concabella | Modifica les dades a Wikidata |
|        | font d'Hostafrancs       | Hostafrancs | font           | Estil: arquitectura popular 19th century | 41° 44′ 12″ N, 1° 14′ 38″ E / 41.73676°N,1.243841°E 431 msnm                                | bé cultural d'interès local                | Font d'Hostafrancs       | Modifica les dades a Wikidata |
|        | font de la Puda          | Concabella  | font           | Estil: arquitectura popular 19th century | 41° 44′ 25″ N, 1° 14′ 06″ E / 41.74023888888889°N,1.235088888888889°E 411 msnm              | bé integrant del patrimoni cultural català | Font de la Puda          | Modifica les dades a Wikidata |

## masia
| imatge | Nom                  | Ubicat a              | instància de | Detalls                                  | coordenades                                                                     | Protecció                   | Commons (més fotos) | Dades a WD                    |
| ------ | -------------------- | --------------------- | ------------ | ---------------------------------------- | ------------------------------------------------------------------------------- | --------------------------- | ------------------- | ----------------------------- |
|        | Cal Ruera            | Mont-roig             | masia        |                                          | 41° 44′ 38″ N, 1° 10′ 55″ E / 41.744004°N,1.182014°E 375 msnm                   |                             |                     | Modifica les dades a Wikidata |
|        | Caseta de Marianna   | Mont-roig             | masia        | Estat: ruïnós                            | 41° 42′ 59″ N, 1° 10′ 48″ E / 41.7163873550266°N,1.18012590281797°E 382 msnm    |                             |                     | Modifica les dades a Wikidata |
|        | Caseta del Tàssies   | les Pallargues        | masia        |                                          | 41° 46′ 16″ N, 1° 10′ 48″ E / 41.7712257795839°N,1.17997183094078°E 389 msnm    |                             |                     | Modifica les dades a Wikidata |
|        | Mas de Golonor       | Sisteró               | masia        | Estil: arquitectura popular 19th century | 41° 45′ 04″ N, 1° 12′ 51″ E / 41.75106944444445°N,1.2142694444444444°E 414 msnm | bé cultural d'interès local | Mas de Golonor      | Modifica les dades a Wikidata |
|        | Mas del Metge        | Mont-roig             | masia        |                                          | 41° 43′ 13″ N, 1° 11′ 31″ E / 41.720273984951°N,1.1919916831276°E 400 msnm      |                             |                     | Modifica les dades a Wikidata |
|        | Masia de Cal Palou   | Mont-roig             | masia        | Estat: ruïnós                            | 41° 42′ 52″ N, 1° 10′ 10″ E / 41.714510936176°N,1.1693146413588°E 374 msnm      |                             |                     | Modifica les dades a Wikidata |
|        | Masia de Queralt     | Pelagalls             | masia        |                                          | 41° 44′ 28″ N, 1° 12′ 35″ E / 41.7411271628547°N,1.20985162251081°E 430 msnm    |                             |                     | Modifica les dades a Wikidata |
|        | Masia de Ratera      | els Plans de Sió      | masia        |                                          | 41° 45′ 02″ N, 1° 13′ 29″ E / 41.750665°N,1.224756°E 401 msnm                   | bé cultural d'interès local |                     | Modifica les dades a Wikidata |
|        | Masia del Porta      | el Canós              | masia        |                                          | 41° 41′ 32″ N, 1° 14′ 08″ E / 41.6921603328521°N,1.2356034519757°E 477 msnm     |                             |                     | Modifica les dades a Wikidata |
|        | Masia del Torres     | les Pallargues        | masia        |                                          | 41° 45′ 40″ N, 1° 10′ 31″ E / 41.7610261047472°N,1.17515981980172°E 371 msnm    |                             |                     | Modifica les dades a Wikidata |
|        | cabana de Cal Cunyer | Montcortès de Segarra | masia        |                                          | 41° 42′ 17″ N, 1° 13′ 42″ E / 41.70481939139909°N,1.2283819913864138°E          |                             |                     | Modifica les dades a Wikidata |

## molí d'aigua
| imatge | Nom                | Ubicat a       | instància de | Detalls                                                               | coordenades                                                                              | Protecció                   | Commons (més fotos)               | Dades a WD                    |
| ------ | ------------------ | -------------- | ------------ | --------------------------------------------------------------------- | ---------------------------------------------------------------------------------------- | --------------------------- | --------------------------------- | ----------------------------- |
|        | Molí Boixadera     | Mont-roig      | molí d'aigua | Estil: arquitectura popular 18th century                              | 41° 45′ 08″ N, 1° 11′ 12″ E / 41.7522°N,1.186711111111111°E ca:Esquerra del Sió 377 msnm | bé cultural d'interès local | Molí Boixadera                    | Modifica les dades a Wikidata |
|        | Molí d'Hostafrancs | Hostafrancs    | molí d'aigua | Estil: arquitectura popular 19th century Estat: enderrocat o destruït | 41° 43′ 57″ N, 1° 14′ 18″ E / 41.7326°N,1.23845°E ca:Camí del Molí 420 msnm              | bé cultural d'interès local | Molí d'Hostafrancs                | Modifica les dades a Wikidata |
|        | Molí del Castell   | les Pallargues | molí d'aigua | Estil: arquitectura popular 16th century                              | 41° 45′ 27″ N, 1° 11′ 54″ E / 41.7575°N,1.1983194444444445°E ca:dreta del Sió 381 msnm   | bé cultural d'interès local | Molí del Castell (les Pallargues) | Modifica les dades a Wikidata |
|        | Molí del Serra     | Mont-roig      | molí d'aigua | Estil: arquitectura popular 18th century                              | 41° 45′ 14″ N, 1° 10′ 44″ E / 41.754°N,1.1788694444444443°E ca:Dreta del Sió 370 msnm    | bé cultural d'interès local | Molí del Serra                    | Modifica les dades a Wikidata |

## muntanya
| imatge | Nom                   | Ubicat a                     | instància de | Detalls | coordenades                                                     | Protecció | Commons (més fotos) | Dades a WD                    |
| ------ | --------------------- | ---------------------------- | ------------ | ------- | --------------------------------------------------------------- | --------- | ------------------- | ----------------------------- |
|        | Tossal Llarg          | Granyanella els Plans de Sió | muntanya     |         | 41° 40′ 43″ N, 1° 12′ 14″ E / 41.678575°N,1.20384167°E 481 msnm |           |                     | Modifica les dades a Wikidata |
|        | Tossal de Queralt     | els Plans de Sió             | muntanya     |         | 41° 44′ 29″ N, 1° 12′ 43″ E / 41.741498°N,1.211964°E 436 msnm   |           |                     | Modifica les dades a Wikidata |
|        | Tossal de les Bruixes | Granyanella els Plans de Sió | muntanya     |         | 41° 40′ 36″ N, 1° 12′ 29″ E / 41.67665°N,1.20808889°E 492 msnm  |           |                     | Modifica les dades a Wikidata |
|        | Turó de Sant Ermengol | els Plans de Sió             | muntanya     |         | 41° 45′ 45″ N, 1° 10′ 50″ E / 41.762482°N,1.180616°E 396 msnm   |           |                     | Modifica les dades a Wikidata |

## porta de ciutat
| imatge | Nom                                         | Ubicat a  | instància de    | Detalls                                   | coordenades                                                                                  | Protecció                                            | Commons (més fotos)                         | Dades a WD                    |
| ------ | ------------------------------------------- | --------- | --------------- | ----------------------------------------- | -------------------------------------------------------------------------------------------- | ---------------------------------------------------- | ------------------------------------------- | ----------------------------- |
|        | Portal de Pelagalls                         | Pelagalls | porta de ciutat | Estil: arquitectura romànica 12nd century | 41° 45′ 06″ N, 1° 12′ 10″ E / 41.75174166666667°N,1.2026472222222222°E ca:C. Pelai 412 msnm  | bé integrant del patrimoni cultural català           | Portal de Pelagalls                         | Modifica les dades a Wikidata |
|        | Portal i restes de fortificació de l'Aranyó | l'Aranyó  | porta de ciutat | Estil: arquitectura romànica 12nd century | 41° 42′ 20″ N, 1° 13′ 06″ E / 41.70548055555555°N,1.2184222222222223°E 456 msnm              | bé d'interès cultural bé cultural d'interès nacional | Portal i restes de fortificació de l'Aranyó | Modifica les dades a Wikidata |
|        | Portals de Ratera                           | Ratera    | porta de ciutat | Estil: arquitectura popular 18th century  | 41° 45′ 09″ N, 1° 13′ 22″ E / 41.752580555555554°N,1.2228694444444446°E ca:La Plaça 408 msnm | bé integrant del patrimoni cultural català           | Portals de Ratera                           | Modifica les dades a Wikidata |

## safareig
| imatge | Nom                      | Ubicat a    | instància de | Detalls                                  | coordenades                                                                                        | Protecció                                  | Commons (més fotos)      | Dades a WD                    |
| ------ | ------------------------ | ----------- | ------------ | ---------------------------------------- | -------------------------------------------------------------------------------------------------- | ------------------------------------------ | ------------------------ | ----------------------------- |
|        | Safaretjos d'Hostafrancs | Hostafrancs | safareig     | Estil: arquitectura popular 19th century | 41° 44′ 07″ N, 1° 14′ 33″ E / 41.73538055555556°N,1.2425°E ca:Camí de l'Aranyó o del Molí 423 msnm | bé integrant del patrimoni cultural català | Safaretjos d'Hostafrancs | Modifica les dades a Wikidata |
|        | Safaretjos de Pelagalls  | Pelagalls   | safareig     | Estil: arquitectura popular 19th century | 41° 45′ 06″ N, 1° 12′ 11″ E / 41.75178888888889°N,1.20305°E ca:Pl. de l'Església 412 msnm          | bé integrant del patrimoni cultural català | Safaretjos de Pelagalls  | Modifica les dades a Wikidata |

## Misc
| imatge | Nom                                       | Ubicat a                         | instància de            | Detalls                                    | coordenades | Protecció                                            | Commons (més fotos)                       | Dades a WD                    |
| ------ | ----------------------------------------- | -------------------------------- | ----------------------- | ------------------------------------------ | --- | ---------------------------------------------------- | ----------------------------------------- | ----------------------------- |
|        | Ajuntament de les Pallargues              | les Pallargues                   | casa consistorial       | Estil: arquitectura eclèctica 20th century | 41° 45′ 41″ N, 1° 11′ 49″ E / 41.76131111111111°N,1.197011111111111°E ca:Pl. de l'Ajuntament 409 msnm                                         | bé cultural d'interès local                          | Ajuntament de les Pallargues              | Modifica les dades a Wikidata |
|        | Cau de la Guineu                          | els Plans de Sió                 | cova                    |                                            | 41° 44′ 43″ N, 1° 13′ 16″ E / 41.745299159289°N,1.22099223583715°E                                                                            |                                                      |                                           | Modifica les dades a Wikidata |
|        | Clot dels Reguers                         | els Plans de Sió                 | zona humida font        | Superfície: 4.45ha                         | 41° 44′ 07″ N, 1° 11′ 55″ E / 41.7353°N,1.1985°E 386 msnm                                                                                     |                                                      | Clot dels Reguers                         | Modifica les dades a Wikidata |
|        | Columbari de Montcortès                   | Montcortès de Segarra            | columbari               | Estil: arquitectura romana                 | 41° 42′ 14″ N, 1° 13′ 24″ E / 41.70376111111111°N,1.2234°E ca:Camí a l'Aranyó 460 msnm                                                        | bé integrant del patrimoni cultural català           | Columbari de Montcortès                   | Modifica les dades a Wikidata |
|        | Creu de la Santa Missió de les Pallargues | les Pallargues                   | creu de la Santa Missió | Estil: arquitectura popular 20th century   | 41° 45′ 39″ N, 1° 11′ 42″ E / 41.760952777777774°N,1.1950083333333337°E ca:Camí a Ossó de Sió 392 msnm                                        | bé integrant del patrimoni cultural català           | Creu de la Santa Missió de les Pallargues | Modifica les dades a Wikidata |
|        | Esteles funeràries de Pelagalls           | Pelagalls                        | Estela discoïdal        | Estil: arquitectura romànica 12nd century  | 41° 45′ 07″ N, 1° 12′ 12″ E / 41.7519°N,1.203438888888889°E ca:Darrere de l'església de Sant Esteve 413 msnm                                  | bé integrant del patrimoni cultural català           | Esteles funeràries de Pelagalls           | Modifica les dades a Wikidata |
|        | Granja del Majoral                        | Hostafrancs                      | granja                  |                                            | 41° 44′ 21″ N, 1° 14′ 51″ E / 41.7392589321374°N,1.24756611703965°E 422 msnm                                                                  |                                                      |                                           | Modifica les dades a Wikidata |
|        | Niu de metralladores de Concabella        | Concabella                       | fortificació            | Estil: arquitectura popular 20th century   | 41° 44′ 38″ N, 1° 13′ 31″ E / 41.74400833333333°N,1.225186111111111°E 415 msnm                                                                | bé integrant del patrimoni cultural català           | Niu de metralladores de Concabella        | Modifica les dades a Wikidata |
|        | Plans de Muller                           | els Plans de Sió Tàrrega         | indret plana            |                                            | 41° 43′ 08″ N, 1° 12′ 17″ E / 41.71883139°N,1.20473333°E 414 msnm                                                                             |                                                      |                                           | Modifica les dades a Wikidata |
|        | Pont del Passerell                        | els Plans de Sió                 | pont                    |                                            | 41° 45′ 27″ N, 1° 12′ 54″ E / 41.7574731675164°N,1.21500257454353°E                                                                           |                                                      |                                           | Modifica les dades a Wikidata |
|        | Pou de gel de Pelagalls                   | Pelagalls                        | pou de neu              | Estil: arquitectura popular 16th century   | 41° 45′ 07″ N, 1° 12′ 10″ E / 41.75191111111111°N,1.202838888888889°E ca:Pl. de l'Església 412 msnm                                           | bé integrant del patrimoni cultural català           | Pou de gel de Pelagalls                   | Modifica les dades a Wikidata |
|        | Queralt                                   | els Plans de Sió                 | vèrtex geodèsic         | Alt: 1.2m                                  | 41° 44′ 29″ N, 1° 12′ 43″ E / 41.74149°N,1.211955°E 440.528 msnm                                                                              |                                                      |                                           | Modifica les dades a Wikidata |
|        | Refugi antiaeri de l'Aranyó               | Hostafrancs                      | refugi antiaeri         | Estil: arquitectura popular 20th century   | 41° 43′ 15″ N, 1° 13′ 01″ E / 41.72076944444444°N,1.2168861111111111°E ca:Camp d'aviació 418 msnm                                             | bé integrant del patrimoni cultural català           | Refugi antiaeri de l'Aranyó               | Modifica les dades a Wikidata |
|        | Sió                                       | Segarra Noguera Urgell           | curs d'aigua            | Desemboca: Segre Llarg: 77km               | 41° 41′ 12″ N, 1° 23′ 30″ E / 41.68653°N,1.3916069444444443°E 41° 48′ 04″ N, 0° 48′ 38″ E / 41.80124°N,0.8105361111111111°E                   |                                                      | Sió River                                 | Modifica les dades a Wikidata |
|        | Torre dels Joiells                        | els Plans de Sió                 | torre                   |                                            | 41° 41′ 19″ N, 1° 12′ 28″ E / 41.688477°N,1.207914°E                                                                                          | bé d'interès cultural bé cultural d'interès nacional |                                           | Modifica les dades a Wikidata |
|        | Via Crucis de Concabella                  | Concabella                       | Via Crucis              | Estil: arquitectura popular 20th century   | 41° 45′ 03″ N, 1° 13′ 45″ E / 41.750698°N,1.229114°E ca:Concabella. Poble i carretera 410 msnm                                                | bé integrant del patrimoni cultural català           | Via Crucis de Concabella                  | Modifica les dades a Wikidata |
|        | Vila Closa del Canós                      | els Plans de Sió                 | vila closa              | Estil: arquitectura popular 10th century   | 41° 41′ 19″ N, 1° 12′ 19″ E / 41.68858888888889°N,1.2051611111111111°E ca:El Canós 440 msnm                                                   | bé cultural d'interès local                          | Vila Closa del Canós                      | Modifica les dades a Wikidata |
|        | aqüeducte de Sisteró                      | els Plans de Sió                 | aqüeducte pont          | Hi passa: canal Segarra-Garrigues          | 41° 45′ 28″ N, 1° 12′ 53″ E / 41.75785145995508°N,1.2147778272628786°E                                                                        |                                                      |                                           | Modifica les dades a Wikidata |
|        | canal Segarra-Garrigues                   | Noguera Segarra Urgell Garrigues | canal                   | Desemboca: riu de Set                      | 41° 56′ 09″ N, 1° 12′ 19″ E / 41.935923055555556°N,1.205238888888889°E 41° 27′ 06″ N, 0° 45′ 30″ E / 41.45165194444444°N,0.7583730555555556°E |                                                      | Canal Segarra-Garrigues                   | Modifica les dades a Wikidata |
|        | carrer del Mig de Canós                   | el Canós                         | carrer                  |                                            | 41° 41′ 18″ N, 1° 12′ 19″ E / 41.68831°N,1.20522°E ca:C. Migdia 433 msnm                                                                      | bé cultural d'interès local                          |                                           | Modifica les dades a Wikidata |